# Ittatsoo Indian Reserve 1
Ittatsoo Indian Reserve 1 är ett reservat i Kanada.   Det ligger i Regional District of Alberni-Clayoquot och provinsen British Columbia, i den sydvästra delen av landet, 3 700 km väster om huvudstaden Ottawa. Ittatsoo Indian Reserve 1 ligger vid sjön Itatsoo Lake.